# NGC 6724
NGC 6724 — группа звёзд в созвездии Орёл.
Этот объект входит в число перечисленных в оригинальной редакции «Нового общего каталога».